# Okrug Senica
Okrug Senica (svk: Okres Senica)  nalazi se u zapadnoj Slovačkoj u Trnavskom kraju. U okrugu živi 58 776 stanovnika, dok je gustoća naseljenosti 86,02 stan/km². Ukupna površina okruga je 683,25 km². Upravno središte okruga Senica je istoimeni grad Senica s 19 137 stanovnika.

## Zemljopis
Okrug se nalazi u sjevernom dijelu Trnavskog kraju u podnožju Karpata. Okrug na zapadu graniči s Češkom

## Stanovništvo
| Godina:     | 1994.  | 2004.   | 2014.   | 2024.   |
| ----------- | ------ | ------- | ------- | ------- |
| Broj ljudi: | 60 540 | 60 843  | 60 725  | 58 776  |
| Razlika:    |        | +0,50 % | −0,19 % | −3,20 % |

| Godina:     | 2023.  | 2024.   |
| ----------- | ------ | ------- |
| Broj ljudi: | 58 980 | 58 776  |
| Razlika:    |        | −0,34 % |

## Gradovi
- Senica
- Šaštín-Stráže

## Općine
| - Bílkove Humence - Borský Mikuláš - Borský Svätý Jur - Cerová - Čáry - Častkov - Dojč - Hlboké - Hradište pod Vrátnom - Jablonica | - Koválov - Kuklov - Kúty - Lakšárska Nová Ves - Moravský Svätý Ján - Osuské - Plavecký Peter - Podbranč - Prietrž - Prievaly | - Rohov - Rovensko - Rybky - Sekule - Smolinské - Smrdáky - Sobotište - Šajdíkove Humence - Štefanov |

## Vanjske poveznice
|  | Zajednički poslužitelj ima još gradiva o temi Okrug Senica |